# Cheillophota costistrigata
Cheillophota costistrigata är en fjärilsart som beskrevs av George Thomas Bethune-Baker 1908. Cheillophota costistrigata ingår i släktet Cheillophota och familjen nattflyn. Inga underarter finns listade i Catalogue of Life.